# Гласање
Гласање је метода којом скупина, попут састанка или бирачког тијела, доноси колективне одлуке или изражава мишљење, обично након расправа, дебата или предизборних кампања.
Демократије бирају носиоце високих функција гласањем. Становници мјеста које заступа изабрани званичници називају се „бирачима”, а они који су на гласачком листићу гласали за изабраног кандидата називају се „гласачима”. Постоје различити системи за прикупљање гласова, али иако се многи системи који се користе у доношењу одлука могу користити и као изборни системи, било који који задовољава пропорционалну заступљеност може се користи само на изборима.
У мањи организацијама гласање се може одвијати на различите начине. Формално путем гласања за бирање других, нпр. на радном мјесту, за бирање чланова политичких удружења или за бирање улога за друге. Неформално гласање може се догодити као речени договор или као усмени гест попут подигнуте руке или електронским путем.

## Политика
У демократији, влада се бира гласањем на изборима: начин на који бирачко тело бира, односно бира између неколико кандидата за владавину. У представничкој демократији гласање је начин на који бирачко тело поставља своје представнике у владу, и којим изабрани представници доносе одлуке. У директној демократији, гласање је метод којим бирачко тело директно доноси одлуке, претвара предлоге закона у законе, итд.
Већина гласова је формални израз избора појединца за или против неког предлога (на пример, предложене резолуције); за или против неког гласачког питања; или за одређеног кандидата, избор кандидата или политичку странку. Преференцијални глас може гласачу и/или изабраном представнику дати једну, неколико или више преференција. На изборима многе земље користе тајно гласање, праксу која спречава застрашивање бирача и штити њихову политичку приватност.
Гласање се често одвија на бирачком месту; у неким земљама је добровољно, у другим је обавезно, попут Аустралије.

### Изборни системи
Различити системи гласања користе различите врсте гласова. Плурално гласање не захтева да победник постигне већину гласова или више од педесет процената укупног броја гласова. У систему гласања који користи један глас по трци, када се кандидује више од два кандидата, победник обично може имати мање од педесет процената гласова.
Нуспојава појединачног гласања по избору је подела гласова, која тежи избору кандидата који не подржавају центризам, и тенденцији стварања двостраначког система. Један од многих других поступака у систему са једним гласом је гласање сагласношћу.

### Референдуми
Најчешће, када су грађани неке државе позвани да гласају, то је за изборе. Међутим, људи такође могу гласати на референдумима и иницијативама. Од краја осамнаестог века у свету је организовано више од пет стотина националних референдума (укључујући иницијативе); међу њима је више од три стотине одржано у Швајцарској. Аустралија је заузела друго место са десетинама референдума.
Већина референдума је бинарна. Први референдум са више опција одржан је на Новом Зеланду 1894. године, и већина њих се проводи по систему од два круга. Нови Зеланд је имао референдум са пет опција 1992. године, док је Гвам имао плебисцит са шест опција 1982. године, који је такође понудио празну опцију, у случају да неки гласачи желе да гласају за седму опцију.

### Негативно гласање
Негативно гласање омогућава гласање које изражава неодобравање кандидата. Зарад објашњења, може се размотрити хипотетички систем гласања који користи негативно гласање. У овом систему дозвољен је један глас, са избором било за кандидата, или против кандидата. Сваки позитиван глас додаје један кандидатовом свеукупном тоталу, док негативни глас одузима један, производећи нето наклоност. Победник је кандидат са највећом нето наклоношћу. Треба имати на уму да не само да је могућ негативан тотал, већ и да кандидат може бити изабран са 0 гласова, ако је довољно негативних гласова дато његовим опонентима.
Према овој имплементација, негативно гласање се не разликује од позитивног система гласања, када су на гласачком листићу само два кандидата. Међутим, у случају три или више кандидата, сваки негативни глас за кандидата позитивно се рачуна у односу на све остале кандидате.
Може се размотрити следећи пример:
За исто место се кандидују три кандидата. Дата су два хипотетичка резултата избора, контрастно позитивно и негативно гласање. Претпоставља се да су тачност гласања и излазност бирача на нивоу од 100 процената.
| Кандидат | Партија   | Анкета |
| -------- | --------- | ------ |
| А        | Партија 1 | 40%    |
| Б        | Партија 2 | 30%    |
| Ц        | Партија 3 | 30%    |

|  |

| Кандидати | А гласачи | Б гласачи | Ц гласачи | Нето тотал |
| --------- | --------- | --------- | --------- | ---------- |
| А         | +40       | +15       | 0         | +55        |
| Б         | 0         | 0         | 0         | 0          |
| Ц         | 0         | +15       | +30       | +45        |

|  |

| Кандидати | A гласачи | B гласачи | C гласачи | Нето тотал |
| --------- | --------- | --------- | --------- | ---------- |
| A         | +40       | -15       | -30       | -5         |
| B         | 0         | 0         | 0         | 0          |
| C         | 0         | -15       | 0         | -15        |